# Ciego de Ávila (provincie)
Ciego de Ávila is een van de vijftien provincies van Cuba, gelegen in het midden van het land. In 1975 werd de provincie gesticht uit delen die tot dan bij Camagüey hoorden. De provinciehoofdstad is de gelijknamige stad Ciego de Ávila.
De provincie bestrijkt een oppervlakte van 7000 km² en heeft 433.000 inwoners (2015).
Langs de noordkust van de provincie liggen veel kleine eilandjes (cays), die bij toeristen zeer in trek zijn. De belangrijkste toeristenresorts zijn Cayo Coco en Cayo Guillermo. Langs de zuidkust bevinden zich mangroven. In de provincie bevindt zich een aantal meren, waaronder het La Laguna de Leche ("Melkmeer") dat het grootste natuurlijke meer van Cuba is. De naam is afkomstig van het witte water, dat zijn kleur krijgt door grote hoeveelheden calciumoxide.

## Gemeenten
De provincie bestaat uit tien gemeenten:
- Baraguá (hoofdplaats: Gaspar)
- Bolivia
- Chambas
- Ciego de Ávila
- Ciro Redondo
- Florencia
- Majagua
- Morón, met het populaire vakantieoord Cayo Coco

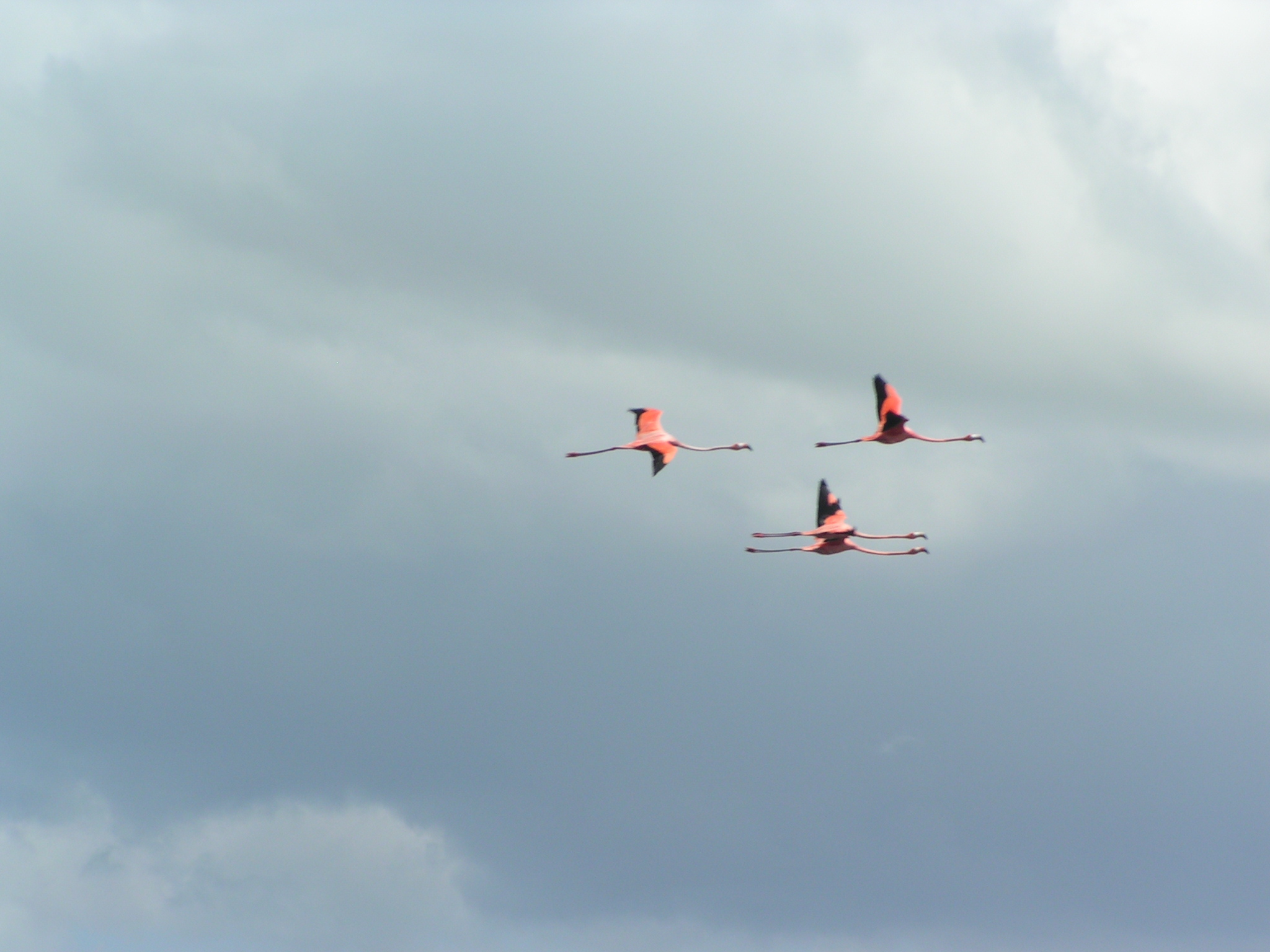
Flamingo's boven de noordkust

- Primero de Enero
- Venezuela

Artemisa · Camagüey · Ciego de Ávila · Cienfuegos · Guantánamo · Granma · Havana · Holguín · Las Tunas · Matanzas · Mayabeque · Pinar del Río · Sancti Spíritus · Santiago de Cuba · Villa Clara